# 定标水库
定标水库是中国广西壮族自治区南宁市武鸣县仙湖镇境内的一座水库，位于武鸣河支流溪墨河上，建于1960年。水库正常库容为1953万立方米，集雨面积为12平方千米，海拔为129米。